# Cruz de Caña
Cruz de Caña é uma comuna da província de Córdoba, na Argentina.